# Sporophila cinnamomea
Sporophila cinnamomea là một loài chim trong họ Thraupidae.